# 19.º Regimiento Antiaéreo (motorizado mixto)
El 19.º Regimiento Antiaéreo (motorizado mixto) (Flak-Regiment. 19 (gem. mot.)) fue una unidad de la Luftwaffe durante la Segunda Guerra Mundial.

## Historia
Fue formado el 1 de octubre de 1936 en Colonia. El 1 de octubre de 1937 es reasignado al I./74.º Regimiento Antiaéreo. Reformado el 15 de noviembre de 1938 en Kitzingen a partir del I./28.º Regimiento Antiaéreo.

## Servicios
- octubre de 1936 – octubre de 1937: bajo el IV Comandante Superior de Artillería Antiaérea del Distrito Aéreo.
- noviembre de 1938 – agosto de 1939: bajo la XIII Comando Adminstrativo Aéreo.
- 1939 – 1940: en XI Comando Aéreo, VI Comando Aéreo y el XII Comando Aéreo.
- abril de 1940 – mayo de 1940: en Dinamarca.
- 1 de agosto de 1940: en Calais bajo la 201.º Regimiento Antiaéreo.
- septiembre de 1940: en Calais.
- abril de 1941: en los Balcanes bajo el 201.º Regimiento Antiaéreo.
- abril de 1941: en Strumatal.
- mayo de 1941: en Kalamaki.
- 1941 – 1942: en la Rusia meridional.
- mayo de 1942: en Vorónezh bajo la 10.ª División Antiaérea (124.º Regimiento Antiaéreo).
- enero de 1943: Donbogen.
- 1 de noviembre de 1943: bajo la 15.ª División Antiaérea (7.º Regimiento Antiaéreo).
- 1 de enero de 1944: bajo la 15.ª División Antiaérea (7.º Regimiento Antiaéreo).
- 1 de febrero de 1944: bajo la 15.ª División Antiaérea (7.º Regimiento Antiaéreo).
- 1 de marzo de 1944: bajo la 15.ª División Antiaérea (7.º Regimiento Antiaéreo).
- 1 de abril de 1944: bajo la 15.ª División Antiaérea (7.º Regimiento Antiaéreo).
- 1 de mayo de 1944: bajo la 17.ª División Antiaérea (7.º Regimiento Antiaéreo).
- 1 de junio de 1944: bajo la 17.ª División Antiaérea (7.º Regimiento Antiaéreo).
- 1 de julio de 1944: bajo la 10.ª División Antiaérea (7.º Regimiento Antiaéreo).
- 1 de agosto de 1944: bajo la 10.ª División Antiaérea (99.º Regimiento Antiaéreo).
- 1 de septiembre de 1944: bajo la 10.ª División Antiaérea (7.º Regimiento Antiaéreo).
- 1 de octubre de 1944: bajo la 10.ª División Antiaérea (7.º Regimiento Antiaéreo).
- 1 de noviembre de 1944: bajo la 10.ª División Antiaérea (7.º Regimiento Antiaéreo).
- noviembre de 1944: trasladado al XIV Comando Aéreo.
- 1 de diciembre de 1944: bajo la 19.ª Brigada Antiaérea (182.º Regimiento Antiaéreo).